# Reconstrucción Blanca
Reconstrucción Blanca fue un sector político del Partido Nacional (Uruguay) en la segunda mitad del siglo XX. 

## Historia
A mediados del siglo XX, el viejo Partido Blanco estaba dividido en dos: el Partido Nacional propiamente dicho, liderado por Luis Alberto de Herrera, y el Nacionalismo Independiente. Pero en la década de 1950 comienza un largo proceso de reunificación de los blancos; y el sector Reconstrucción Blanca nace con ese espíritu en 1954.
Sus figuras más destacadas fueron los hermanos Washington y Enrique Beltrán Mullin, herederos del legado político y legislativo de su padre Washington Beltrán Barbat. Habían sido elegidos legisladores por el Nacionalismo Independiente, y renuncian a sus bancas parlamentarias para postularse por el novel sector Reconstrucción Blanca en las elecciones de 1954; en dicha ocasión, compitieron con lista propia al Consejo Nacional de Gobierno, encabezada por Pantaleón Astiazarán y Alberto Gallinal Heber. También participó en este movimiento Eduardo Rodríguez Larreta. 
En 1956 se integraron a la Unión Blanca Democrática. Participaron de las negociaciones que llevaron a la reunificación del Partido Nacional previa a las elecciones de 1958, en las cuales finalmente los blancos conquistaron el gobierno tras varias décadas. En dicha ocasión, la lista al Consejo Nacional de Gobierno fue encabezada por Salvador Ferrer Serra y Javier Barrios Amorín.
En el seno de esta agrupación, Wilson Ferreira Aldunate fue elegido legislador y, con su fuerte actitud opositora al gobierno pachequista, se proyectó como caudillo a nivel nacional. En 1971 crea el Movimiento Por la Patria, y varios dirigentes de Reconstrucción Blanca lo acompañan. Washington Beltrán preserva la identidad del sector, y apoya a Ferreira con una lista propia al Senado, resultando reelecto.
Otro político destacado que tuvo sus inicios en este sector fue Sergio Abreu.

## Epílogo
Con el advenimiento de la dictadura, Reconstrucción Blanca fue perdiendo presencia e identidad; la última comparecencia electoral fue en las elecciones internas de 1982, en las cuales Eduardo Pons Echeverry y los hermanos Beltrán se postularon por la lista ACG. 
Su hoja de votación se identificaba con el número 400, por lo cual muchas veces se le llamó "Lista 400" a este sector (no se debe confundir con la Lista 400 de Acción Comunitaria en las elecciones de 1999).